# Wilhelmstraße (Altenkirchen)
Die Wilhelmstraße ist eine der Hauptgeschäftsstraßen in der Stadt Altenkirchen im Kreis Altenkirchen in Rheinland-Pfalz. Beginnend am Schloßplatz verläuft sie von nordost nach südwestlicher Richtung, den Marktplatz der Stadt querend und an der Kreuzung von Kölner Straße und Quengelstraße, vor dem Bahnübergang der Bahnstrecke Altenkirchen-Au (Sieg) endend.

## Lage
Die 1893 benannte Wilhelmstraße (ehemals „Vordergasse“) ist eine der Hauptgeschäftsstraßen Altenkirchens und seit Mitte der 1980er-Jahre Fußgängerzone. Sie war bis zum 28. November 1982 eine Durchgangsstraße; die Verbindungsstraßen nach Norden (Rathausstraße in Richtung Hachenburg und Wissen), nach Osten (Frankfurter Straße nach Limburg an der Lahn) sowie nach Süden (Koblenzer Straße nach Puderbach und Dierdorf) und nach Westen (Kölner Straße nach Hennef und Siegburg) zweigten an den Enden der Wilhelmstraße ab. Mit dem Bau der innerstädtischen Umgehung (Quengelstraße), die 1982 fertiggestellt war, wurde die Wilhelmstraße in den folgenden fünf Jahren zur Fußgängerzone umgestaltet.
Das nördliche Teilstück der Wilhelmstraße ist baulich in den mit dem Neubau des Hauptgebäudes der Kreissparkasse Altenkirchen in den 1990er-Jahren komplett umgestalteten Schloßplatz einbezogen, dessen nördlicher, wieder auf Straßenbreite verengter Teil dem „Blücherplatz“ entspricht, der 1996 in Schloßplatz umbenannt wurde. Der Neubau war auch Auslöser für den Bau der Tiefgarage unter dem Platz, dessen Zugang am nördlichen Ende der heutigen Wilhelmstraße liegt. Verkehrstechnisch ist die Wilhelmstraße mit umliegenden Parkplätzen an die Saynstraße, Wallstraße/Marktstraße, Mühlengasse, Quengelstraße und den Weyerdamm sowie eine Bushaltestelle an der Quengelstraße angebunden. 2014 wurde beschlossen, die Fußgängerzone (Wilhelmstraße/Marktplatz) komplett neu zu gestalten; zum neuen Erscheinungsbild soll unter anderem eine Art Amphitheater auf dem Marktplatz gehören.

## Geschichte
Ihren Charakter als Hauptstraße hat die Wilhelmstraße wohl seit dem Wiederaufbau von Altenkirchen nach 1728, als die gesamte Stadt durch ein Feuer zerstört wurde und nur das Schloss, die Kirche und wenige Privathäuser erhalten blieben. Um 1815 wird Altenkirchen zu Preußen zugehörig und der Kreis Altenkirchen entsteht. Ab 1822 wird die Stadt zunehmend an das Verkehrsnetz angeschlossen. Die Benennung der Wilhelmstraße fand – wie aller weiteren Straßen der Innenstadt wie Marktplatz, Marktstraße, Mühlengasse, Quengelstraße, Rathausstraße und Schloßplatz – nach dem großen Stadtbrand am 23. April 1893 statt. Der Name geht auf Wilhelm I., den König von Preußen, zurück.

## Bebauung der Wilhelmstraße
Durch die Zerstörungen mit dem Stadtbrand von 1893 stehen in der Wilhelmstraße nur wenige ältere Bauten, wie die Privilegierte Apotheke. Auch der Bestand an Bauten des späten 19. und frühen 20. Jahrhunderts im Stil des Spätklassizismus, der Gründerzeitarchitektur und der Heimatschutzarchitektur wurde durch die Bombardierungen am 7. März 1945 erheblich dezimiert. Neben den wieder aufgebauten und z. T. restaurierten Gebäuden aus dieser Zeit besteht die Wilhelmstraße zum einen Großteil aus einfachen Wohn- und Geschäftsbauten der Nachkriegszeit.

## Liste der Bauwerke
Die Liste der Bauwerke erfasst alle bestehenden Bauwerke der Wilhelmstraße, geordnet nach der fortlaufenden Nummerierung der Gebäude. Nummerierungen von nicht mehr bestehenden Gebäuden sind kursiv gesetzt.
| Bild | Bezeichnung                                                 | Lage                                            | Baujahr | Beschreibung | Bemerkungen |
| --- | ----------------------------------------------------------- | ----------------------------------------------- | ------- | --- | --- |
| |                                                             | 50° 41′ 15″ N, 7° 38′ 49″ O,                    |         | Ecke Saynstraße | Anfang der Wilhelmstraße, Übergang zum Schlossplatz |
| | Wohn- und Geschäftsgebäude                                  | Wilhelmstraße 1 50° 41′ 14″ N, 7° 38′ 49″ O     |         | Wohngebäude mit Runderker der Nachkriegsbebauung. | |
| Links das Wohn- und Geschäftshaus Wilhelmstraße 1, rechts (mit schwarzem Erker) das Gebäude der Westerwaldbank (ehemals Wilhelmstraße 2)                                                   |                                                             | Wilhelmstraße 2 50° 41′ 15″ N, 7° 38′ 47″ O     |         | - | An dieser Stelle befindet sich heute die Filiale der Westerwald Bank (Schloßplatz 6), die 1995 eröffnet wurde. |
| | Wohn- und Geschäftsgebäude                                  | Wilhelmstraße 3 50° 41′ 14″ N, 7° 38′ 48″ O     |         | Eingeschossiges Wohn- und Geschäftsgebäude (Metzgerei Korte) der Nachkriegszeit. | |
| | -                                                           | Wilhelmstraße 4 50° 41′ 14″ N, 7° 38′ 46″ O     |         | - | An dieser Stelle befindet sich heute das Gebäude des Kinder- und Jugendzentrums Altenkirchen. |
| | Wohn- und Geschäftsgebäude                                  | Wilhelmstraße 5 50° 41′ 14″ N, 7° 38′ 48″ O     |         | Wohn- und Geschäftshaus (ca. Zwischenkriegszeit) (Balkanrestaurant Deutsches Haus) | |
| | Evangelisches Kinder- und Jugendzentrum Altenkirchen (KiJu) | Wilhelmstraße 6 50° 41′ 14″ N, 7° 38′ 46″ O     |         | Das dreigeschossige Gebäude mit Wohnungen in den oberen Stockwerken stammt aus den 1980er-Jahren und ist Teil des Evangelischen Gemeindezentrums. | |
| | Wohn- und Geschäftsgebäude                                  | Wilhelmstraße 7 50° 41′ 14″ N, 7° 38′ 47″ O     |         | Zweigeschossiges Wohn- und Geschäftshaus (Hairkiller Friseur), Nachkriegsbebauung | |
| | Geschäftsgebäude                                            | Wilhelmstraße 8 50° 41′ 14″ N, 7° 38′ 45″ O     |         | Pavillonartiges Geschäftshaus, Nachkriegsbebauung (Stope Lederwaren) | |
| | Wohn- und Geschäftsgebäude                                  | Wilhelmstraße 9 50° 41′ 14″ N, 7° 38′ 47″ O     |         | Zweigeschossiges Wohn- und Geschäftshaus (ehemals Vival Cuba), Nachkriegsbebauung | |
| | Wohn- und Geschäftsgebäude                                  | Wilhelmstraße 10 50° 41′ 14″ N, 7° 38′ 45″ O    |         | Das zweigeschossige Wohn- und Geschäftshaus (Mehrgenerationenhaus "Mittendrin") wurde vermutlich in den 1910er-Jahren erbaut. Stilistisch gehört es zur späthistoristischen Epoche, verfügt jedoch über keinen ausgeprägten Wandschmuck. | |
| Reliefs von Bernhard Kloss an der Fassade des Gebäudes Wilhelmstraße 11–13 | Geschäftsgebäude                                            | Wilhelmstraße 11 50° 41′ 13″ N, 7° 38′ 46″ O    | 1873    | Zweigeschossiges Wohn- und Geschäftshaus (ehemals Galerie & Atelier Marlies Krug) des Funktionalismus der 1960er-Jahre. Das zweiteilige Gebäude verfügt am durch einen viereckigen Erker hervorgehobenen Mittelteil mit einer Verblendung aus Ziegelstein; dieser besitzt an der Frontseite eine Wandgestaltung aus Reliefs des Bildhauers Bernhard Kloss (* 1923), die aus den 1950er-Jahren stammen. Über der Tür sind in vier Figuren die typischen Kunden der Firma Kuss zu finden, die ein alteingesessenes Geschäft mit Haushaltswaren und Werkzeug betrieb. Im oberen Teil sind die Initialen der damaligen Geschäftsinhaber und der bildlich dargestellte Nachname zu erkennen, zwei Putten geben sich einen Kuss. | In den Nachkriegsjahren befanden sich hier die Geschäftsräume der Firma Kuss, nach deren Umzug an den Stadtrand eine Schlecker-Filiale. |
| Frontansicht des Gebäudes Wilhelmstraße 12 (Mitte) |                                                             | Wilhelmstraße 12 50° 41′ 13″ N, 7° 38′ 44″ O    |         | Wohn- und Geschäftshaus (ehemals Angelika Nießen Mode und Tracht, aktuell Caritas-Second-Hand-Laden). Das zweigeschossige Wohn- und Geschäftshaus wurde vermutlich in den 1910er-Jahren erbaut. Stilistisch gehört es zur späthistoristischen Epoche. Das Haus besitzt eine Verzierung der Fassade mit Werkstein. | |
| Frontansicht des Gebäudes Wilhelmstraße 11–13 |                                                             | Wilhelmstraße 13 50° 41′ 13″ N, 7° 38′ 46″ O    |         | siehe Wilhelmstraße 11 | |
| Frontansicht des Gebäudes Wilhelmstraße 14 |                                                             | Wilhelmstraße 14 50° 41′ 13″ N, 7° 38′ 44″ O    |         | Wohn- und Geschäftshaus (Buch Seidel/Weltladen Altenkirchen). Das ursprünglich im späthistoristischen Stil erbaute zweigeschossige Eckgebäude wurde nach den Kriegszerstörungen unter Verzicht auf verzierende Attribute weitgehend im Stil der Heimatschutzarchitektur wiederaufgebaut. Es besitzt einen unverzierten, runden und zweistöckigen Erker, der von einem flachkegeligen Dach gedeckt wird. | |
| |                                                             | Wilhelmstraße 15 50° 41′ 13″ N, 7° 38′ 46″ O    |         | Zweigeschossige Wohn- und Geschäftshaus (Eiscafe Garda), Nachkriegsbebauung | |
| |                                                             | 50° 41′ 13″ N, 7° 38′ 44″ O,                    |         | Ecke Kirchstraße | Die Kirchstraße mündet gegenüber dem Marktplatz zwischen den Häusern Wilhelmstraße 14 & 16 |
| |                                                             | Wilhelmstraße 16 50° 41′ 13″ N, 7° 38′ 43″ O    |         | Wohn- und Geschäftshaus (Parfümerie Becker). Eingeschossiges Wohn- und Geschäftshaus, Nachkriegsbebauung | |
| Frontansicht des Gebäudes Wilhelmstraße 17, Ansicht vom Marktplatz aus |                                                             | Wilhelmstraße 17 50° 41′ 13″ N, 7° 38′ 45″ O    |         | Wohn- und Geschäftshaus (Optik Bruder). Zweigeschossiges Wohn- und Geschäftshaus; Wiederaufbau (mit Anleihen an der Heimatschutzarchitektur) in den 1950er-Jahren. Das Haus besitzt auf der Marktseite einen viereckigen und zweigeschossigen Erker mit sichtbaren Stein-Konsolen. | |
| |                                                             | 50° 41′ 12″ N, 7° 38′ 44″ O,                    |         | Ecke Marktplatz | Zwischen den Häusern Wilhelmstraße 17 & 19 |
| |                                                             | Wilhelmstraße 18 50° 41′ 13″ N, 7° 38′ 43″ O    |         | Wohn-, Büro- und Geschäftshaus (Anwaltskanzlei Steinstrass und Partner/Allianz Versicherungsagentur). Zweigeschossiges Wohn- und Geschäftshaus, Nachkriegsbebauung | |
| Frontansicht des Gebäudes Wilhelmstraße 19, Ansicht vom Marktplatz aus |                                                             | Wilhelmstraße 19 50° 41′ 12″ N, 7° 38′ 43″ O    |         | Zweigeschossiges Wohn- und Geschäftshaus (Fahrrad Neitzert), Nachkriegsbebauung | |
| |                                                             | Wilhelmstraße 20 50° 41′ 13″ N, 7° 38′ 42″ O    |         | Zweigeschossiges Büro- und Geschäftshaus (LBS), Bebauung im Stil des Funktionalismus der 1960er-Jahre. | |
| |                                                             | Wilhelmstraße 21 50° 41′ 12″ N, 7° 38′ 42″ O    |         | Wohn- und Geschäftshaus (Woll & Perlenecke B. Gerhardus). Das zweigeschossige Gebäude wurde vermutlich in den 1950er-Jahren erbaut. | |
| Frontansicht des Gebäudes Wilhelmstraße 22 |                                                             | Wilhelmstraße 22 50° 41′ 13″ N, 7° 38′ 41″ O    |         | Das schmale, zweigeschossige Wohn- und Geschäftshaus (ehemals Marion Eich Brauer Pub) wurde vermutlich in den 1920er-Jahren erbaut. | |
| |                                                             | Wilhelmstraße 23 50° 41′ 12″ N, 7° 38′ 42″ O    |         | Wohn- und Geschäftshaus (Laura Young Fashion). Das zweigeschossige Gebäude wurde vermutlich in den 1950er-Jahren erbaut. | |
| |                                                             | Wilhelmstraße 24 50° 41′ 13″ N, 7° 38′ 41″ O    |         | Wohn- und Geschäftshaus (ehemals Buchhandlung Schmitt). Das eingeschossige Wohn- und Geschäftshaus wurde vermutlich in den 1920er-Jahren erbaut, ist aber durch Wiederauf- und Umbauten der Nachkriegszeit geprägt. | |
| | Wohnhaus                                                    | Wilhelmstraße 25 50° 41′ 12″ N, 7° 38′ 42″ O    |         | Wohn-, Ärzte- und Geschäftshaus (Friseursalon JH Haarmonie). Das zweigeschossige Gebäude wurde vermutlich in den 1950er-Jahren erbaut. | |
| | Wohnhaus                                                    | Wilhelmstraße 26 50° 41′ 12″ N, 7° 38′ 41″ O    |         | Das eingeschossige Wohn- und Geschäftshaus (''leer''). wurde vermutlich in den 1920er-Jahren erbaut. | |
| Frontansicht des Gebäudes Wilhelmstraße 27 (Eisdiele) |                                                             | Wilhelmstraße 27 50° 41′ 12″ N, 7° 38′ 42″ O    |         | Das zweigeschossige Wohn- und Geschäftshaus (La dolce vita Eisdiele) wurde vermutlich in den 1950er-Jahren wieder aufgebaut. Die Fensterbänder sind mit einfachen Dekorelementen aus Sicht-Ziegelstein betont. | Das Wohnhaus Wilhelmstraße 27a war Wohn- und Geschäftshaus der jüdischen Familien der Gebrüder Rudolf und Hans-Ludwig Davis, die dort ein Schuhgeschäft besaßen und nach dem Zwangsverkauf (um 1938/39) nach Palästina emigrierten.                                                                           |
| |                                                             | Wilhelmstraße 28 50° 41′ 12″ N, 7° 38′ 40″ O    |         | Das eingeschossige Wohn-, Büro- und Geschäftsgebäude (''leer'') wurde vermutlich in den 1920er-Jahren erbaut. | |
| |                                                             | Wilhelmstraße 29 50° 41′ 12″ N, 7° 38′ 41″ O    |         | Das zweigeschossige Wohn- und Geschäftsgebäude (ehemals FIRST Reisebüro) wurde vermutlich in den 1930er-Jahren erbaut. | |
| |                                                             | Wilhelmstraße 30 50° 41′ 12″ N, 7° 38′ 40″ O    |         | Das schmale, eingeschossige Wohn- und Geschäftsgebäude (ehemals Beauty) wurde vermutlich in den 1910- oder 20er-Jahren mit Ziegelsteinfassade erbaut. | |
| |                                                             | Wilhelmstraße 31 50° 41′ 11″ N, 7° 38′ 40″ O    |         | Das zweigeschossige Wohn- und Geschäftsgebäude (ehemals Schuhhaus Schmidt) wurde vermutlich in den 1930er-Jahren erbaut. | |
| |                                                             | Wilhelmstraße 32 50° 41′ 12″ N, 7° 38′ 40″ O    |         | Wohn-, Ärzte- und Geschäftsgebäude (Optik Gansauer/Dr. Wehler). Das breite, zweigeschossige Eckhaus wurde vermutlich in den 1950er-Jahren gebaut. | |
| Seitliche Ansicht des Gebäudes Wilhelmstraße 33 |                                                             | Wilhelmstraße 33 50° 41′ 11″ N, 7° 38′ 40″ O    |         | Das dreigeschossige Wohn- und Geschäftsgebäude (Deutscher Kinderschutzbund Kreisverband Altenkirchen e. V.) wurde vermutlich in den 1910er-Jahren erbaut. Stilistisch gehört es zur späthistoristischen Epoche. Das Haus besitzt eine Verzierung der Laibungen mit farbliche abgesetztem Werkstein. Der Giebel des Risalits ist schieferverkleidet. | |
| |                                                             | 50° 41′ 12″ N, 7° 38′ 40″ O                     |         | Ecke Zum Weyerdamm | zwischen Wilhelmstraße 32 & 34 |
| Seitliche Ansicht des Eckgebäudes Wilhelmstraße 34 und der folgenden Häuser |                                                             | Wilhelmstraße 34 50° 41′ 12″ N, 7° 38′ 39″ O    | 1956    | Wohn- und Geschäftsgebäude (Willi Wick, Optiker). Das breite, zweigeschossige Eckhaus wurde Mitte der 1950er-Jahre auf den Fundamenten des Vorgängerbaus errichtet. | |
| Frontansicht des Gebäudes Wilhelmstraße 35 | Wohn- und Geschäftshaus                                     | Wilhelmstraße 35 50° 41′ 11″ N, 7° 38′ 39″ O    |         | Zweistöckiges Wohn- und Geschäftshaus (Eckhaus) (ehem. City Grill, aktuell Mittendrin) mit Anleihen an der Heimatschutzarchitektur stammt vermutlich aus den 1910er-Jahren. Das Haus besitzt auf der Eckseite einen sechseckigen und zweigeschossigen Erker, der mit einem Spitzturm abgeschlossen wurde, des Weiteren zwei Gauben an der Frontseite. | |
| | Wohnhaus                                                    | Wilhelmstraße 36 50° 41′ 12″ N, 7° 38′ 39″ O    |         | Wohn- und Geschäftsgebäude (Pizza Döner Kebaphaus), Nachkriegsarchitektur. | |
| |                                                             | 50° 41′ 11″ N, 7° 38′ 39″ O                     |         | Ecke Marktstraße | zwischen Wilhelmstraße 35 & 37 |
| Die Privilegierte Apotheke an der Ecke Marktstraße/Wilhelmstraße | Privilegierte Apotheke                                      | Wilhelmstraße 37 50° 41′ 11″ N, 7° 38′ 39″ O    | um 1730 | Wohn- und Geschäftsgebäude (Privilegierte Apotheke) | Baudenkmal: Die um 1730 erbaute Privilegierte Apotheke ist ein Wohn- und Geschäftshaus im Stil eines barocken Putzfachwerkbaus. |
| |                                                             | Wilhelmstraße 38 50° 41′ 12″ N, 7° 38′ 38″ O    |         | Wohn-, Büro- und Geschäftsgebäude (ehemals Nikolaos Manos Gaststätte), vermutlich 1930er Jahre, wiederaufgebaut in den 1950er Jahren. | |
| Ansicht des Gebäudes Wilhelmstraße 39 (Haus der Geschenke Flemmer) |                                                             | Wilhelmstraße 39 50° 41′ 11″ N, 7° 38′ 38″ O    | 1902    | Wohn- und Geschäftsgebäude (Idee+Spiel Flemmer). Stilistisch gehört das Gebäude zum Historismus. Das Eckhaus steht an exponierter, straßenraumprägender Stelle. Über einer Eckachse setzt im ersten Obergeschoss ein das Eckgebäude dominierender viereckiger Eckerker an. Er verfügt, wie auch die Giebelwand auf der linken Hausseite, über ein stilisiertes Brüstungsdekor und einen Spitzturm. | |
| Frontansicht des Gebäudes Wilhelmstraße 40 |                                                             | Wilhelmstraße 40 50° 41′ 12″ N, 7° 38′ 38″ O    |         | Wohn- und Geschäftsgebäude (ehemals Wäscherei) im Heimatschutzstil mit in den Dachüberstand eingezogenen Giebel. Das Haus wurde nach den Kriegszerstörungen im Vorkriegsstil wiederaufgebaut. | |
| |                                                             |                                                 |         | Ecke Mühlengasse | |
| |                                                             | Wilhelmstraße 41 50° 41′ 9″ N, 7° 38′ 38″ O     |         | Dreistöckiges Wohn-, Büro- und Geschäftsgebäude (ehemals Raiffeisenbank) der 1970er-Jahre. Charakteristisch ist seine asymmetrische Formensprache und die Schieferverkleidung des Bauwerks. Die Nachkriegsbebauung mit der Gaststätte „Eckschank“ wurde für den Neubau in den 1970er-Jahren abgerissen. | |
| |                                                             | Wilhelmstraße 42 50° 41′ 11″ N, 7° 38′ 37″ O    |         | Wohn- und Geschäftshaus (Peter Schmidt Wohnen), Nachkriegsbebauung. | |
| |                                                             | Wilhelmstraße 43 50° 41′ 10″ N, 7° 38′ 37″ O    | 1770    | Wohn- und Geschäftshaus (Neue Apotheke). Bauwerk der Nachkriegszeit mit aufgesetztem Fachwerk-Dekor. | |
| | Wohnhaus                                                    | Wilhelmstraße 44/46 50° 41′ 11″ N, 7° 38′ 37″ O |         | Wohn- und Geschäftsgebäude (KiK Filiale), Nachkriegs-Wiederaufbau; markant ist das seitlich vom Hauptgebäude abgesetzte Treppenhaus. | Das Wohnhaus Wilhelmstraße 46 war Wohn- und Geschäftshaus der jüdischen Familie Julius (1871–1932) und Johanna Grünebaum (1871–1941), die dort ein Kaufhaus besaßen, das deren Söhne am 20. Januar 1936 an Erich Becker und Karl Kottmann verkauften und anschließend in die Vereinigten Staaten emigrierten. |
| Frontansicht des Gebäudes Wilhelmstraße 45 | Wohnhaus                                                    | Wilhelmstraße 45 50° 41′ 10″ N, 7° 38′ 36″ O    | 1901    | Wohn- und Geschäftsgebäude (ehemals Langenbach & Feisel, aktuell Westerwald Buchhandlung). Das dreigeschossige Wohn- und Geschäftshaus wurde 1901 erbaut. Stilistisch gehört es zur späthistoristischen Epoche. Das Haus besitzt eine aufwändige Verzierung der Fassade mit Werkstein. | |
| Blick auf die untere Wilhelmstraße. Links die Fassade der „Privilegierten Apotheke“, in der Mitte die Gebäude Wilhelmstraße 45, 47 (gelbe Fassade) und 49, rechts im Bild Wilhelmstraße 42 |                                                             | Wilhelmstraße 47 50° 41′ 10″ N, 7° 38′ 35″ O    |         | Eingeschossiges Wohn- und Geschäftshaus (Vanity Modevertrieb/caro) aus den 1920er- oder 1930er-Jahren. Der Giebel verfügt nicht mehr über das frühere Dekor. Lediglich die Fensterlaibungen sind im Stil der Zeit verziert ausgeführt. | |
| |                                                             | Wilhelmstraße 48 50° 41′ 11″ N, 7° 38′ 36″ O    |         | Zweigeschossiges Wohn-, Büro- und Geschäftsgebäude (Provinzial Eichelhardt) aus den 1930er-Jahren. Wiederaufbau nach Kriegszerstörungen in den 1950er-Jahren. | |
| Frontansicht des Gebäudes Wilhelmstraße 49 |                                                             | Wilhelmstraße 49 50° 41′ 10″ N, 7° 38′ 35″ O    |         | Wohn- und Geschäftsgebäude (Chill Boutique) der 1910er-Jahre im Stilanleihen bei der Landhaus- und Heimatschutzarchitektur. Die Risalit-Giebelwand und der viereckige Erker sind in Fachwerk-Bauweise ausgeführt. | |
| |                                                             | Wilhelmstraße 50 50° 41′ 11″ N, 7° 38′ 36″ O    |         | Wohn- und Geschäftsgebäude (Biermann’s Inn), Nachkriegs-Wiederaufbau | |
| |                                                             | Wilhelmstraße 51 50° 41′ 10″ N, 7° 38′ 34″ O    |         | Wohn- und Geschäftsgebäude (Herrenmoden Iserlohe) aus den 1920er- oder 30er-Jahren. | |
| Ansicht des Gebäudes Wilhelmstraße 52 |                                                             | Wilhelmstraße 52 50° 41′ 11″ N, 7° 38′ 35″ O    |         | Eingeschossiges Wohn- und Geschäftsgebäude (Dörner Moden). | |
| |                                                             |                                                 |         | Ecke Bleichweg | |
| |                                                             | Wilhelmstraße 53 50° 41′ 10″ N, 7° 38′ 33″ O    |         | Das zweigeschossige Wohn- und Geschäftsgebäude (KODI Drogeriemarkt), das aus den 1950er-Jahren stammt, besitzt zum Bleichweg hin einen einfach ausgeführten viereckigen Erker. Der einfache, eingeschossige Erweiterungsbau zu Wilhelmstraße 55 (Bäckerei Schumacher) ist neueren Datums. | |
| Ansicht des Gebäudes Wilhelmstraße 54 |                                                             | Wilhelmstraße 54 50° 41′ 11″ N, 7° 38′ 35″ O    | 1892    | Eingeschossiges Wohn- und Geschäftsgebäude (Dörner Moden); es besitzt eine schnörkellose Ziegelfassade. | |
| Ansicht der Gebäude Wilhelmstraße 55 und 57 | Wohnhaus                                                    | Wilhelmstraße 55 50° 41′ 11″ N, 7° 38′ 32″ O    | 19..    | Wohn- und Geschäftsgebäude (Trendschmuck Juwelier) | |
| Ansicht des Gebäudes Wilhelmstraße 56 an der Gabelung Quengelstraße/Wilhelmstraße | Wohnhaus                                                    | Wilhelmstraße 56 50° 41′ 11″ N, 7° 38′ 34″ O    |         | Das dreieckige und eingeschossige Wohn- und Geschäftsgebäude (Dörner Moden) stammt aus den 1930er-Jahren. | |
| Ansicht des Gebäudes Wilhelmstraße 57 | Wohnhaus                                                    | Wilhelmstraße 57 50° 41′ 10″ N, 7° 38′ 31″ O    |         | Wohn- und Geschäftsgebäude (BT Integra Ltd.) im Stil der Nachkriegsarchitektur. | |
| |                                                             | 50° 41′ 11″ N, 7° 38′ 33″ O                     |         | Ecke Quengelstraße | Ende der Wilhelmstraße |